# Bird of Pray
Bird of Pray is een Engelstalig en Oekraïenstalig rocknummer, geschreven en uitgevoerd door de groep Ziferblat. Met het nummer vertegenwoordigt de band Oekraïne op het Eurovisiesongfestival 2025 in Basel.

## Achtergrond
Na eerdere pogingen om Oekraïne te vertegenwoordigen op het Eurovisiesongfestival in 2023 en 2024 — waarbij de groep laatstgenoemd jaar tweede werd — nam Ziferblat in 2025 opnieuw deel aan de nationale selectie Vidbir, uitgezonden door UA:Perschyj. De finale van Vidbir vond plaats op 8 februari 2025. Hoewel de band met Bird of Pray bij de vakjury slechts tweede werd, kreeg het lied bij de televoting ruim 20.000 stemmen meer dan het nummer dat als tweede eindigde. Daarmee won de band de selectie alsnog.
De band begon in de zomer van 2024 aan het nummer. Eerst werd de muziek geschreven, gevolgd door de tekst.

## Inhoud
Volgens de band symboliseert de vogel in de titel hoop en vrijheid. Het lied reflecteert op de gebeurtenissen in Oekraïne sinds het uitbreken van de oorlog in 2022.
Er is bewust gekozen voor een combinatie van Engels en Oekraïens, zodat het nummer zowel in Oekraïne als in de rest van Europa begrepen kan worden.
Het lied opent met een vrouwelijk koor, gevolgd door een Oekraïenstalige eerste strofe. Het refrein wordt in het Engels gezongen, waarna het koor terugkeert. Een korte Oekraïenstalige strofe leidt naar het tweede refrein, de brug en de laatste herhaling van het refrein. Het koor sluit het nummer opnieuw af.
Tijdens een liveoptreden van de band in Amsterdam werd het koorgedeelte gezongen door gitarist Lesjtsjynskyj.

## Release
Bird of Pray verscheen op 24 januari 2025 in de oorspronkelijke versie. Een herwerkte versie, die twee seconden langer duurt, werd uitgebracht op 14 maart 2025. In januari werd ook een videoclip uitgebracht, geregisseerd door Illja Duzyk.

## Op het Eurovisiesongfestival
Met dit nummer vertegenwoordigt Ziferblat Oekraïne op het Eurovisiesongfestival 2025. Het land treedt aan in de eerste halve finale op 13 mei 2025, als vijfde in de startvolgorde.